# Terra Bella
Terra Bella (bis März 2016 Skybox Imaging) ist ein amerikanisches Unternehmen, das die Erdbeobachtungssatelliten der SkySat-Reihe betreibt. Terra Bella fertigt hauptsächlich für Google hochauflösende Satellitenaufnahmen an.

## Geschichte

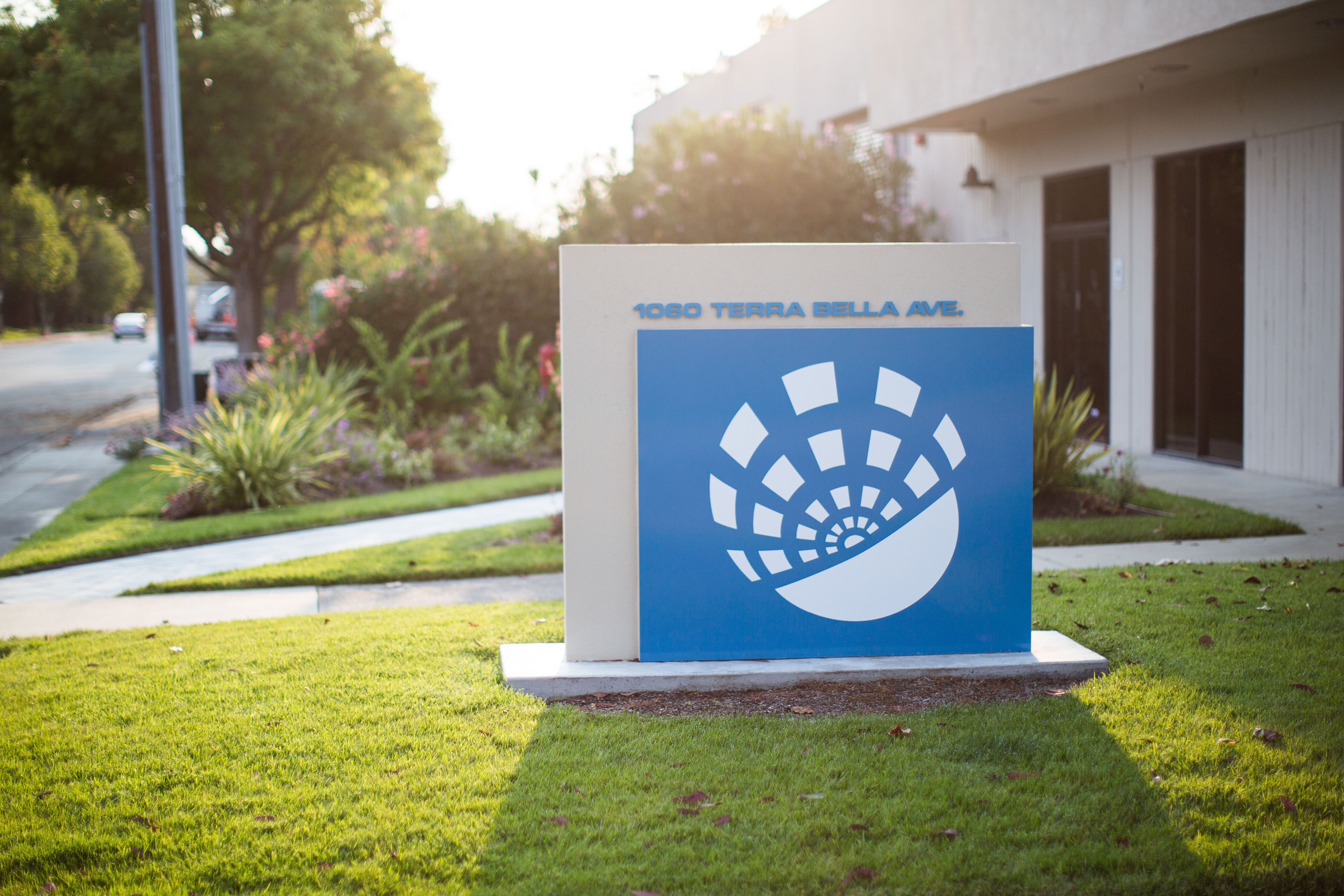
Skybox Imaging in Mountain View, USA

Die Skybox Imaging mit Standort in Mountain View, Kalifornien wurde 2009 von Dan Berkenstock, Julian Mann, John Fenwick, und Ching-Yu Hu gegründet. Im Inc. Magazin wurde Skybox Imaging 2009 im Bereich Technologie zur Nummer eins der 25 besten Unternehmen gekürt, welche die Welt verändern. Skybox Imaging war an der Suche nach dem vermissten Flugzeug MH370 beteiligt.
Khosla Ventures, Bessemer Venture Partners, Canaan Partners und Norwest Venture Partners investierten 91 Mio. USD in Skybox Imaging. 2014 erwarb Google für 500 Mio. USD Skybox Imaging und benannte das Unternehmen 2016 in Terra Bella um.
Im Februar 2017 verkaufte Google das Unternehmen an Planet Labs.

## Einsatzgebiete der Bilder und Videos von Skybox Imaging
Durch hochauflösende Bilder und Videos soll es möglich werden, Objekte wie Schiffscontainer oder Autos zu beobachten. Laut Skybox Imaging können Videos mit einer Länge von 90 Sekunden und 30 Frames pro Sekunde gespeichert werden. Laut Scientific American kann diese Art von hochauflösenden Videos dabei helfen, „durch die Analyse der Bewegung von Gütern und Menschen, durch die Bereitstellung von visuellen Inhalten in der Supply Chain, Schifffahrt, in industriellen Aktivitäten und sogar in der humanitären Hilfe die Welt besser zu verstehen“. Weiter können hochauflösende Bilder in der Landwirtschaft eingesetzt werden, um den optimalen Erntezeitpunkt sowie den Zustand des Getreides besser zu kontrollieren.
Ziel ist es, mehrmals am Tag aktualisierte hochauflösende Satellitenbilder von jedem Ort der Welt zur Verfügung zu stellen.

## Satelliten des Skybox-Images-Netzwerkes
Der erste Satellit SkySat-1 wurde am 21. November 2013 vom Kosmodrom Jasny in Russland aus mittels der Trägerrakete Dnepr ins All befördert. Ein weiterer Satellit, SkySat-2, wurde als Sekundärnutzlast auf einer Sojus-2-1b-Rakete mit Fregat-Oberstufe am 8. Juli 2014 gestartet.  SkySat-3 wurde am 22. Juni 2016 von einer indischen PSLV-XL Rakete im Orbit ausgesetzt. Am 16. September 2016 (UTC) erfolgte der Start von SkySat-4,5,6 und 7 mit einer Vega Rakete von Arianespace.
Skybox Imaging möchte durch Standardelektronik und Standardteile aus der Automobil- oder Smartphone-Industrie Satelliten mit Herstellungskosten von unter 50 Mio. USD bereitstellen. Insgesamt sollen 24 Satelliten bis 2017 auf ihre Umlaufbahnen gebracht werden, wobei diese mit einem Gewicht von jeweils ca. 100 kg deutlich leichter und kleiner sind als andere Satelliten (wie z. B. der Landsat 8 Satellit der NASA mit einem Gewicht von ca. 2000 kg). Diese Satelliten sollen dabei im Vergleich zu anderen Satelliten eine hohe räumliche Auflösung von ca. 1 Meter oder besser erreichen (der NASA Satellit Landsat 8 besitzt eine räumliche Auflösung zwischen 15 und 100 m), wobei Daten im sichtbaren sowie im Nah-Infrarot Bereich aufgenommen werden sollen.
Die ersten Bilder aufgenommen durch den Satelliten SkySat-1 wurden am 11. Dezember 2013 durch Skybox Imaging veröffentlicht, wobei diese die Küste von Somalia und Abu Dhabi zeigten. Ende Dezember 2013 wurden durch Skybox Imaging die ersten hochauflösenden Videos der Erde aus dem Weltraum veröffentlicht.